# 長野暹
長野 暹（ながの すすむ、1931年12月20日 - 2018年11月3日）は、日本の経済史学者、佐賀大学名誉教授。

## 来歴
愛媛県生まれ。1959年九州大学大学院経済学研究科博士課程単位取得退学。1959年九州大学経済学部助手、1960年5月佐賀大学文理学部助手、1962年講師、1965年助教授、1972年経済学部教授、1982年「幕藩制社会の財政構造」で九大経済学博士。1997年定年退官、名誉教授、同年九州国際大学国際商学部教授就任、2004年退任。2007年「幕藩制国家の領有制と領民」で大阪大学博士（文学）。2018年11月3日、肝臓癌のため死去。

## 著書
- 『幕藩制社会の財政構造』大原新生社 日本史学研究双書 1980
- 『明治国家初期財政政策と地域社会』九州大学出版会 1992
- 『佐賀藩と反射炉』新日本新書 2000
- 『幕藩制国家の領有制と領民』吉川弘文館 2004

### 共編著
- 『「佐賀の役」と地域社会』編著 九州大学出版会 1987
- 『肥前松浦史料叢書』1-2巻 唐津古文書研究会共編・校註 文献出版 1989-1995
- 『現代中国経済の構造分析』編著 九州大学出版会 1996
- 『西南諸藩と廃藩置県』編 九州大学出版会 1997
- 『街道の日本史 佐賀・島原と長崎街道』編 吉川弘文館 2003
- 『八幡製鐵所史の研究』編著 日本経済評論社 九州国際大学社会文化研究所叢書 2003

## 参考
- セブンネットショッピング
- からつ塾
- 長野暹氏 略歴「九州国際大学国際商学論集」2004-03